# Taverniera spartea
Taverniera spartea är en ärtväxtart som först beskrevs av Nicolaas Laurens Nicolaus Laurent Burman, och fick sitt nu gällande namn av Dc.. Taverniera spartea ingår i släktet Taverniera och familjen ärtväxter. Inga underarter finns listade i Catalogue of Life.